# Milocera pyrinia
Milocera pyrinia là một loài bướm đêm trong họ Geometridae.